# أكذوبة صناديق الرمل في المدارس
أكذوبة صناديق الرمل في المدارس (تسمى أيضًا إشاعة صندوق الرمل الكاذبة) هي شائعة مضللة تزعم أن بعض مدارس أمريكا الشمالية تزود الحمامات بصناديق رمل من أجل الطلاب «الذي يعرفون نفسهم بأنهم قطط»، أو الذين يشاركون في ثقافة الأذركين أو ثقافة الفراء. في عامي 2021 و2022، روج العديد من السياسيين الأمريكيين المحافظين واليمينيين المتطرفين والشخصيات الإعلامية للأكذوبة ردًا على سن العديد من المناطق التعليمية تدابير حماية للطلاب المتحولين جنسيًا. دحضت العديد من المنافذ الإخبارية، ومواقع التحقق من الحقائق، والباحثين الأكاديميين هذه الادعاءات، وأكد مسؤولون رسميون من كل المدارس التي تمت تسميتها من قبل المروجين للأكذوبة بأن الاتهامات باطلة. وقد وصفت هذه الادعاءات بأنها تصيّد على الإنترنت، ونشر للخوف، وخطاب مناهض للمتحولين جنسيا.
تم الإبلاغ عن الأكذوبة في جزيرة الأمير إدوارد في أكتوبر 2021، واعتقد في البداية أنها مزحة، ولكن كان لا بد من نفيها رسميًا بسبب نشر معلومات مضللة على وسائل التواصل الاجتماعي. انتشرت الشائعات إلى المقاطعات والمدارس الكندية الأخرى. في الولايات المتحدة، كانت التغطية الإعلامية الشعبية للأكذوبة تدور في الأصل حول مدرسة في ميشيغان في ديسمبر 2021، لكنها انتشرت إلى المدارس في العديد من الولايات الأخرى. قبل انتخابات عام 2022، نشر العديد من السياسيين الأمريكيين البارزين والشخصيات الإعلامية الأكذوبة، بما في ذلك النواب مارجوري تايلور غرين من جورجيا ولورين بويبرت من كولورادو، والمرشح لمنصب حاكم ولاية مينيسوتا الجمهوري سكوت جنسن، والعميد المتقاعد ومرشح مجلس الشيوخ الأمريكي دون بولدوك، ومضيف البودكاست جو روغان (الذي أوضح لاحقًا أنه لا يوجد «دليل على أنهم وضعوا صندوق رمل» في مدرسة معينة)، وشايا رايشيك من ليبس أوف تيك توك، ومقدم البرنامج الحوارية المسيحية بيل كانينغهام. وقد عمد العديد من أولياء أمور الأطفال في سن الدراسة إلى تضخيم الأكذوبة على مواقع التواصل الاجتماعي مثل فيسبوك.
انتشرت الأكذوبة في أمريكا الشمالية إلى حد كبير كرد فعل عنيف ضد الاعتراف بالتفاوت بين الجنسين في المدارس. جادل بعض السياسيين المحافظين والناشطين بأنّ حماية مجتمع الميم عين في المدارس قد «تجاوزت الحد» وأن ذلك قد يؤدي إلى توفير أماكن لصناديق الرمل كخطوة تالية، على الرغم من عدم تأكيد وجود أي حالة لمدارس وفرت صناديق الرمل للطلاب كي يتبولوا أو يقضوا فيها حاجتهم، أو أي مدرسة تخطط للقيام بذلك.

## خلفية
فاندوم فروي هي ثقافة فرعية مهتمة بشخصيات الحيوانات الشبيهة بالإنسان (المؤنسة)، وغالبًا ما يتفاعل الأعضاء المهتمون بها مع الآخرين من خلال لعب الأدوار عبر الإنترنت والفن واجتماعات المهتمين بالحيوانات المؤنسة والكوسبلاي. على الرغم من أن العديد من الفرويين يرتبطون بشكل وثيق مع شخصية أصلية (فرسونا)، إلا أن العديد منهم ينظرون إلى مشاركتهم في الفاندوم على أنها هواية فقط، ولا يعرفون أو يعتبرون أنفسهم أنهم حيوانات. في حين ينظر إلى الفاندوم عمومًا على أنها جنسية أو فيتشية بالفطرة، ومعظم الأحيان تكون كذلك. يتم تمثيل هوية مجتمع الميم عين كثيرًا بين الفراء مقارنة بالناس العاديين.
وفقًا للين ماكنيل، وهي أخصائية فولكلورية في جامعة ولاية يوتا، فإن الشائعات الكاذبة حول استخدام الفرويين لصناديق الرمل تعود على الأقل إلى أوائل العقد الأول من القرن الحادي والعشرين باعتبارها شائعات ساخرة، وتحولت إلى أسطورة حضرية متكررة. شارون روبرتس، عضو هيئة التدريس في كلية رينيسون الجامعية والمؤسس المشارك لمجموعة أبحاث فروي تدعى Furscience، لم تواجه، خلال عقد من البحث في اتفاقيات الفرو، أي حالات لفرويين يستخدمون صناديق الرمل.
شهدت المجالس المدرسية في أواخر العقد الأول من القرن الحادي والعشرين وأوائل العقد الثاني من القرن الحادي والعشرين جدلًا متصاعدًا (وصفه البعض بأنه ذعر أخلاقي أو حرب ثقافية) حول وسائل راحة الطلاب المتحولين جنسيًا وغير الثنائيين والطلاب متنوعي الجندر، مثل دورات المياه لكلا الجنسين، والسماح للطلاب باستخدام الحمامات والمشاركة في فرق رياضية تتوافق مع هوياتهم الجنسية. كما كان ارتفاع معدلات الانتحار والتفكير في الانتحار بين الشباب المتحولين جنسيًا مدعاة للقلق. في عام 2022، قام الآباء ومجموعات الدعوة في جميع أنحاء الولايات المتحدة بحملة منسقة لحظر الكتب من المكتبات، وخاصة تلك التي تناقش العرق والجنس والنوع الاجتماعي.
في عام 2016، كتب مقدم البرامج الإذاعية الأمريكية مايكل براون مقال رأي في صحيفة كريستيان بوست يعارض فيه ترتيبات وسائل الراحة للمتحولين جنسيًا وإجراءات تأكيد النوع الاجتماعي، قائلًا: «إذا لم نوقف هذا التدهور، فقد يُطلب منا قريبًا توفير صناديق رمل للأشخاص الذين يعرفون أنفسهم كقطط». وقد استخدم بعض السياسيين المحافظين والمعلقين في وسائل الإعلام من اليمين المتطرف شائعات كاذبة تثير الانزعاج حول ما قد تؤدي إليه التسهيلات المقدمة لطلاب مجتمع الميم عين، واتهموا المعلمين بمن فيهم المثليات والمثليين ومزدوجي الميل الجنسي ومغايري الهوية الجنسانية ب «إغواء الأطفال».
طوال عامي 2021 و2022، انتشرت شائعات عبر الإنترنت عن طلاب يرتدون ملابس ويتصرفون مثل القطط، مدفوعة بمقاطع فيديو للمزاح. وأثارت الشائعات غضب الرأي العام وطالبت باتخاذ إجراء اداري من قبل الآباء المعنيين، حيث اقترح مجلس إدارة مدرسة في ستيتسفيل بكارولينا الشمالية فرض حظر رسمي على الأزياء الحيوانية. في أغسطس 2021، قالت مدرسة ثانوية في مقاطعة ميد بولاية كنتاكي إن عددًا صغيرًا من الطلاب انتهكوا قواعد اللباس الحالية. ومع ذلك، لم يكن هناك دليل على أن أي مدرسة قد وفرت صناديق رمل في دورات المياه لأي طالب.
كانت الحالة الرسمية الوحيدة المعروفة لوضع رمل قطط في فصل مدرسي للاستخدام المحتمل من قبل الطلاب هي في أواخر العقد الأول من القرن الحادي والعشرين من قبل المدرسة العامة في مقاطعة جيفرسون في ولاية كولورادو، حيث وقعت مذبحة مدرسة كولومبين الثانوية عام 1999. أعطي بعض المعلمين «علبة» تحتوي رمل قطط كي يتم استخدامها كمرحاض في حالات الطوارئ والإغلاق، مثل حالات حدوث إطلاق نار في المدرسة.

## الجدول الزمني

### كندا
ظهرت شائعات غير مؤكدة في جزيرة الأمير إدوارد في أكتوبر 2021، ربما كانت على سبيل المزاح. وبعد انتشار الشائعات على نطاق واسع في المدارس ومواقع التواصل الاجتماعي، نفى فرع المدارس الحكومية مزاعم وجود صناديق رمل، وقال مدير منطقة المدارس «يبدو لي أنه رد فعل عنيف ضد بعض الأمور التقدمية التي تقوم بها مدارسنا، وسيكون لدينا الكثير ممن سيقولون إن هذا الأمر يعود في جذره إلى الكراهية».
مع انتشار الأكذوبة على نطاق واسع في الولايات المتحدة وحصولها على اهتمام وسائل الإعلام، انتشرت الشائعات عبر الإنترنت إلى العديد من المقاطعات والمدارس الكندية الأخرى. في سبتمبر 2022، نفى مجلس مدرسة مقاطعة دورهام في أونتاريو الشائعات وقال إنها «قد تكون متجذرة في رهاب المتحولين جنسيًا ورهاب المثلية بقصد تخفيض وتسخيف الهوية الجنسية والتعبير الجنسي والتوجه الجنسي وإلحاق الأذى بالطلاب والموظفين الذين يعرفون عن أنفسهم على أنهم 2SLGBTQI». في أكتوبر 2022، وردًا على رسالة وجهت إلى وسائل الإعلام المحلية، أصدر مديرو مجلس مدارس مقاطعة رينفرو أو مجلس المدارس المحلية الكاثوليكية في مقاطعة رينفرو بأونتاريو تصاريح مفادها أن مدارسهم «ليس لديها صناديق رمل في أي من مواقعنا الابتدائية أو الثانوية، ولم يكن لديها أي منها على الإطلاق». وقال مسؤول بالمدرسة إنه كان هناك طلب للحصول على رمل قطط في إحدى المدارس، لكن مجلس إدارة المدرسة نفى ذلك وقال إنهم لا يعترفون بالهويات الحيوانية. في الشهر نفسه، قام مدير التعليم في مجلس مدرسة مقاطعة لامبتون كينت بتبديد شائعات صندوق الرمل.
بحلول نوفمبر 2022، أصدر مسؤولو المدارس في العديد من المقاطعات الكندية الأخرى بيانات تدحض الشائعات بأنه يتم توفير صناديق الرمل في المدارس.